# شبع شرطي
الشبع الشرطي (Conditioned satiety) هو أحد الأشكال الغذائية الثلاثة لكبح الشهية للطعام من خلال تناول الأطعمة بالإضافة إلى الحس المتباين الغذائي وكذلك الشبع الخاص بحاسة التذوق. والشبع الشرطي ظهرت أول أدلة عليه في عام 1955م في الفئران على يد عالم الفسيولوجيا الفرنسي الراحل البروفيسور جاك لو ماجنم.(Jacques Le Magnen). وظهر هذا المصطلح في عام 1972م على يد البروفيسور دافيد ألينبي بوث (David Allenby Booth). وتختلف هذه الظاهرة عن النوعين الآخرين من الشبع الخاص بالحوافز في أنها تعتمد على نظرية الإشراط الكلاسيكي لكنها تختلف عن النفور الشَرْطِي من المذاق (CTA) حيث إنها تعتمد على الحالة الداخلية بالقرب من نهاية الوجبة.

## وصف الظاهرة
ويحدث الشبع الشرطي عند تناول طعام ذي نكهة معينة على معدة خاوية نسبيًا ثم ظهور عرض هضمي منفر قليلاً ("انتفاخ"). وكان هناك سوء فهم واسع النطاق لهذه الظاهرة[بحاجة لمصدر] على أنها ترتبط بالخصائص الحسية لأحد الأطعمة بما يحتويه من طاقة (سعرات حرارية) أو كربوهيدرات. ولكن هذا يعد خلطًا بين هذه الظاهرة وإشراط النفور البسيط أو مقارنة بينها وبين التفضيل الشَرْطِي البسيط. والشبع الشرطي لم تظهر أدلة عليه إلا في التجارب التي أجريت على الفئران[بحاجة لمصدر] أو القرود[بحاجة لمصدر] أو البشر[بحاجة لمصدر] عند الجمع بين إحدى النكهات والامتلاء ووجود المالتودكسترين المركز. فعند تناول وجبة كاملة من المالتودكسترين المركز دون تغيير نكهتها لا يلاحظ سوى إشراط التفضيل للنكهة في بداية الوجبة. ويمكن للفئران والقرود والبشر تعلم الشبع الشرطي خلال مرة أو مرتين[بحاجة لمصدر] وإن كانت الفئران في التجارب الأولى[بحاجة لمصدر] احتاجت إلى عدة أيام لتعديل كميات الطعام التي تتناولها لأن الطعام المقدم في التجربة كان ذا مذاق أو قوام منفر. وترجع ميزة الشبع الشرطي إلى أن الفترة الزمنية بين تناول الطعام (أي المثير الحسي) والتأثير اللاحق للإشراط المنفر أقصر بكثير (أقل من 15 دقيقة) من الفترة الملائمة لإشراط النفور البسيط من المذاق أو الرائحة أو القوام من خلال التسمم الذي يمكن أن يظهر عند تأخر تأثيرات ما بعد الامتصاص لمدة 12 ساعة أو أكثر.